# Not for You
«Not for You» (укр. Не для тебе) — пісня американського рок-гурту Pearl Jam, другий сингл з альбому Vitalogy (1994).

## Історія створення
Авторами пісні вказані всі учасники гурту Pearl Jam, проте Майк Маккріді називав її піснею вокаліста Едді Веддера. В тексті Веддер звертався до представників музичної індустрії, наголошуючи, що вони є лише посередниками між слухачами та виконавцями: «Як ви смієте казати, що це належить вам. Це не для вас!» Також він порушив питання несподіваної слави, що прийшла до гурту під час розквіту гранджу і збила їх з пантелику.
«Not for You» побудовано навколо гітарного рифу, який складається з трьох обернених мажорних тризвуків E, F та G, які послідовно граються зі збереженням основного тону E. Гітарист Майк Маккріді записав її на 12-струнном «Рікенбакері», який подарував йому Том Петті на Різдво.

## Вихід пісні
«Not for You» з'явилась в концертному репертуарі Pearl Jam в березні 1994 року, під час турне в підтримку попереднього альбому Vs. У квітні музиканти зіграли її на телебаченні в вечірньому шоу Saturday Night Live. Разом з іншими новими композиціями вона увійшла до наступного студійного альбому гурту Vitalogy.
Реліз Vitalogy відбувся 22 листопада 1994 року. «Not for You» стала другим синглом з альбому після «Spin the Black Circle», та вийшла в 1995 році разом з концертною версією «Out of My Mind». 1 квітня 1995 року вона дебютувала в американському чарті Mainstream Rock і 13 травня піднялась в ньому на 12 місце.

## Довідкові дані

### Список композицій
1. «Not for You» – 5:51
2. «Out of My Mind» (live) – 4:41

### Місця в хіт-парадах
| Хіт-парад (1995)                    | Найвища позиція |
| ----------------------------------- | --------------- |
| New Zealand Singles Chart           | 10              |
| Irish Singles Chart                 | 26              |
| Australian Singles Chart            | 29              |
| UK Singles Chart                    | 34              |
| США (Alternative Songs) (Billboard) | 38              |
| США (Mainstream Rock) (Billboard)   | 12              |